# Селаярский язык
Селаярский язык (Salajar, Salayar, Salayer, Saleier, Siladja, Silajara) — малайско-полинезийский язык, на котором говорят 100 000 человек на островах Селаяр и Южный Сулавеси в Индонезии. Селаярский на 68 % лексически похож на макасарский язык.

## Фонология

### Гласные
|         | Переднеязычные | Заднеязычные |
| ------- | -------------- | ------------ |
| Верхние | i              | u            |
| Средние | e              | o            |
| Нижние  | a              | a            |

Согласные удлиняются, когда ударение падает на первый слог.

#### Назализация
Назализация растягивается из носовых согласных к следующим гласным, продолжаясь до остановки интонации или согласного, кроме гортанной смычки.

### Согласные
|               |               | Билабиальные | Корональные | Палатальные | Велярные | Глоттальные |
| ------------- | ------------- | ------------ | ----------- | ----------- | -------- | ----------- |
| Носовые       | Носовые       | m            | n           | ɲ           | ŋ        |             |
| Плозивные     | Гнусавные     | ᵐb           | ⁿd          | ᶮɟ          | ᵑɡ       |             |
| Плозивные     | Голосовые     | b            | d           | ɟ           | ɡ        |             |
| Плозивные     | Глухие        | p            | t̪           |             | k        | ʔ           |
| Фрикативные   | Фрикативные   |              | s           |             |          | h           |
| Латеральные   | Латеральные   |              | l           |             |          |             |
| Аппроксиманты | Аппроксиманты |              | ɹ           |             |          |             |

Корональные, глухие смычки — дентальные, в то время как другие являются альвеолярными.